# Václav Zykmund
Václav Zykmund (Praga, 18 giugno 1914 – Brno, 10 maggio 1984) è stato un pittore, fotografo, poeta e prosatore cecoslovacco.

## Biografia
È stato uno dei protagonisti dell'avanguardia ceca di tendenza surrealista, nel secondo dopoguerra, ed uno tra i più attivi teorici e critici dell'arte degli anni '50 e '60. È stato il fondatore del gruppo surrealista Ra.
Nel 1933 si iscrive al Partito comunista, dal quale fu espulso nel 1972, vietandogli ogni attività nel settore della cultura.